# Messier 35
Messier 35 (còn gọi là M 35, hay NGC 2168) là cụm sao phân tán trong chòm sao Song Tử. Philippe Loys de Chéseaux phát hiện ra nó vào năm 1745 và John Bevis cũng độc lập phát hiện ra trước năm 1750. Cụm sao phân bố trên vùng bầu trời với kích cỡ bằng Trăng tròn. Nó nằm cách Trái Đất 850 parsec (2.800 năm ánh sáng).
Khối lượng của M35 đã được tính toán bằng kĩ thuật thống kê trên cơ sở vận tốc chuyển động riêng của các sao bên trong nó. Khối lượng của vùng trung tâm kích thước 3,75 parsec vào khoảng 1.600 đến 3.200 khối lượng Mặt Trời (độ tin cậy 95%), phù hợp với khối lượng thực của các sao bên trong bán kính này.